# Bedrijfschap Horeca en Catering
Het Bedrijfschap Horeca en Catering was het bedrijfschap voor de bedrijfstakken horeca en catering in Nederland. 
De belangrijkste activiteit is het voortdurend op de voet volgen van de ontwikkelingen in de branche en de omgeving. Een andere activiteit is het stimuleren van de kwaliteit van de branche door het ontwikkelen van producten en diensten om de bedrijfsvoering van ondernemingen te verbeteren en te vergemakkelijken. Het bestuur van het bedrijfschap is afkomstig uit ondernemers- en werknemersorganisaties.
Evenals de andere Nederlandse bedrijfschappen is het per 1 januari 2015 opgeheven.